# Freziera tomentosa
Freziera tomentosa är en tvåhjärtbladig växtart som först beskrevs av Hipólito Ruiz López och Pav., och fick sitt nu gällande namn av Clarence Emmeren Kobuski. Freziera tomentosa ingår i släktet Freziera och familjen Pentaphylacaceae. Inga underarter finns listade i Catalogue of Life.